# La Bouteille
La Bouteille település Franciaországban, Aisne megyében. Lakosainak száma 468 fő (2022. január 1.). La Bouteille Étréaupont, Fontaine-lès-Vervins, Landouzy-la-Cour, Ohis, Origny-en-Thiérache és Vervins községekkel határos.

## Népesség
A település népességének változása:
| Lakosok száma | 633  | 514  | 502  | 515  | 496  | 493  | 486  | 475  | 473  | 468  |
|               | 1968 | 1982 | 1990 | 2006 | 2013 | 2015 | 2017 | 2019 | 2020 | 2022 |